# 1998-as magyarországi országgyűlési választás
Az 1998-as magyarországi országgyűlési választás volt a rendszerváltás után a harmadik.
Az első fordulót 1998. május 10-én, a másodikat május 24-én tartották. A részvételi arány országosan az első fordulóban 56,26%, a másodikban 57,01% volt. Az első fordulóban az 5%-os parlamenti küszöböt öt lista haladta meg: az MSZP (29,8%), a Fidesz (26%), az FKGP (13,3%), az SZDSZ (10,2%) és a MIÉP (5,6%). Az MDF alig érte el a 3%-ot, ám egyéni választókerületekben – egyes fideszes jelöltek visszalépése, illetve közös jelöltek miatt – 17 képviselője győzelmet aratott és parlamenti frakciót alakított. Kiesett nyolc év után a Kereszténydemokrata Néppárt (2,9%), nem került be, a Munkáspárt (4,1%) és a MDNP (1,4%).

## Választási rendszer
A magyar választási rendszer kétfordulós, kétszavazatos, töredékszavazat-visszaszámláló rendszer, amely kombinálja a többségi (egyéni) és az arányos (pártlistás) rendszert. A 386 fős parlamentbe 176-an egyéni választókerületben, minimum 58-an országos és maximum 152-en területi pártlistákról szerzett mandátummal jutnak be. Pártlistáról akkor lehet mandátumot szerezni, ha a pártlistára leadott szavazatok országos átlagban meghaladják az 5%-os küszöböt.
A választók közvetlenül az egyéni jelöltekre és a pártok területi (19 megyei és 1 fővárosi) listáira szavaznak, lakóhely szerint. Az országos listákra közvetlenül nem lehet szavazni: ezeken az úgynevezett töredékszavazatok alapján oszlanak el a mandátumok.
Egyéni képviselőjelölt az lehet, aki legalább 750 ajánlószelvényt tudott összegyűjteni. Területi listát azok a pártok állíthatnak, amelyek a területhez tartozó egyéni kerületek legalább negyedében, de legalább két kerületben tudtak jelöltet állítani. Országos listát azok a pártok állíthatnak, amelyek képesek legalább hét területi listát indítani.

### A választás időpontja
A választásra a Magyar Köztársaság alkotmánya alapján az előző Országgyűlés megválasztását követő negyedik év április vagy május havában kerül sor. A konkrét időpontot a köztársasági elnök jelöli ki, legkésőbb 72 nappal a szavazás időpontja előtt. A szavazás napja nem eshet nemzeti ünnepre vagy munkaszüneti napra, illetve az azok előtti vagy utáni napra. A választást a szokásjog szerint vasárnap szokták tartani.

## Kampány
Az 1998-as magyarországi országgyűlési választás kampánya jelentős politikai és társadalmi változások közepette zajlott, amelyek meghatározták az akkori közbeszédet és a politikai versenyt. Az 1998-as kampány viszonylag kemény hangvételű volt, erőteljes személyeskedéssel és a politikai ellenfelek hitelességének megkérdőjelezésével. A jobboldali pártok kritikája szerint a baloldali-liberális kormány "kiárusította" az országot, míg a baloldal a Fideszt tapasztalatlansággal és populizmussal vádolta. Az 1994-es választások után az MSZP és az SZDSZ alkotta koalíció kormányozta az országot, amely számos népszerűtlen gazdasági intézkedést hozott, mint például a Bokros-csomagot. Ez növelte az elégedetlenséget a baloldali-liberális kormányzattal szemben, és megágyazott a politikai polarizációnak. A választásokra két domináns politikai blokk kezdett kirajzolódni: az MSZP és az SZDSZ, illetve az MDF és a Fidesz vezette jobboldal.
A Fidesz (Fiatal Demokraták Szövetsége) korábban liberális pártként működött, de az 1998-as választások előtt egyértelműen jobboldali, konzervatív irányba fordult. Orbán Viktor vezetésével a párt igyekezett megszólítani a keresztény-konzervatív szavazókat és az MDF-bázisát. A kampány során a Fidesz hangsúlyozta a nemzeti érdekek védelmét, a családpolitikát és a gazdasági növekedés ígéretét.
Az ország gazdasági helyzete, a Bokros-csomag hatásai, a munkanélküliség és a társadalmi elégedetlenség kulcskérdések voltak. Az MSZP és az SZDSZ kampányában a stabilitás és a Bokros-csomag által hozott gazdasági eredmények hangsúlyozása állt a középpontban. Ugyanakkor ezek az eredmények sok szavazó számára nem hoztak kézzelfogható javulást az életszínvonalban.
Az 1998-as választások kampánya az egyik első olyan kampány volt Magyarországon, ahol nagyobb szerepet kapott a modern médiapolitika, a televíziós viták és a professzionális kampánytechnikák. Orbán Viktor és a Fidesz kampánya innovatívnak számított: célzott üzenetekkel, erős vizuális jelenléttel és világos üzenetekkel próbálták megszólítani a választókat.
Az 1998-as választások során a két fordulós választási rendszer és a visszalépések nagyban befolyásolták az eredményeket. Az első forduló után világosan kirajzolódtak a szövetségek, és az MSZP, illetve a Fidesz között éleződött ki a verseny. A kampány során a Fidesz hatékony stratégiát folytatott, ami végül a választások megnyeréséhez és a jobboldali koalíció létrehozásához vezetett, amelyben a Fidesz mellett az FKGP (Független Kisgazdapárt) és az MDF is részt vett.

## Országos listák
Országos listát állított pártok:
(Az első húsz jelölt neve, a miniszterelnök-jelölt vastag betűvel.)
| Párt | MSZP                | Fidesz          | SZDSZ               | FKGP                    | MDF              | MIÉP                |
| ---- | ------------------- | --------------- | ------------------- | ----------------------- | ---------------- | ------------------- |
| 1.   | Horn Gyula          | Orbán Viktor    | Kuncze Gábor        | Torgyán József          | Lezsák Sándor    | Csurka István       |
| 2.   | Gál Zoltán          | Áder János      | Pető Iván           | Bernáth Varga Balázs    | Gémesi György    | Bognár László       |
| 3.   | Szekeres Imre       | Kövér László    | Hack Péter          | Gyimóthy Géza           | Boross Péter     | Szabó Lukács        |
| 4.   | Kovács László       | Várhegyi Attila | Demszky Gábor       | Torgyán Józsefné        | Dávid Ibolya     | ifj. Hegedűs Lóránt |
| 5.   | Kósáné Kovács Magda | Tölgyessy Péter | Magyar Bálint       | Szabó János             | Kádár Béla       | Kapronczi Mihály    |
| 6.   | Baja Ferenc         | Varga László    | Szent-Iványi István | Molnár László           | Sepsey Tamás     | Gidai Erzsébet      |
| 7.   | Sándor László       | Pokorni Zoltán  | Fodor Gábor         | Balogh Gyula            | Csapody Miklós   | Balczó Zoltán       |
| 8.   | Keleti György       | Gógl Árpád      | Horn Gábor          | Tamás Károly            | Dobos Krisztina  | Fenyvessy Zoltán    |
| 9.   | Kiss Péter          | Szájer József   | Dornbach Alajos     | Boda Ilona              | Petróczki Ferenc | Cseh Sándor         |
| 10.  | Vitányi Iván        | Deutsch Tamás   | Kis Zoltán          | Tímár György            | Pozsgay Imre     | Rozgonyi Ernő       |
| 11.  | Vastagh Pál         | Varga Mihály    | Wekler Ferenc       | Zsikla Győző            | Pongrácz Tibor   | Erkel Tibor         |
| 12.  | Jánosi György       | Németh Zsolt    | Tardos Márton       | Szentgyörgyvölgyi Péter | Balsai István    | Bogdán Emil         |
| 13.  | Katona Béla         | Illés Zoltán    | Mádai Péter         | Boros Imre              | Demeter Ervin    | Utassy Béla         |
| 14.  | Csiha Judit         | Horváth János   | Lotz Károly         | Csúcs László            | Szőke László     | Lékai Gyula         |
| 15.  | Kökény Mihály       | Szita Károly    | Kóródi Mária        | Székely Zoltán          | Semjén Zsolt     | Tarr István         |
| 16.  | Nikolits István     | Kovács Zoltán   | Világosi Gábor      | Hegedűs Mihály          | Kelemen András   | Molnár Miklós       |
| 17.  | Vancsik Zoltán      | Isépy Tamás     | Kovács Kálmán       | Molnár Róbert           | Póda Jenő        | Deák Péter          |
| 18.  | Toller László       | Salamon László  | Eörsi Mátyás        | Balaton Péter           | Szekeres Pál     | Lakatos Pál         |
| 19.  | Csákabonyi Balázs   | Surján László   | T. Asztalos Ildikó  | Markó István            | Manninger Jenő   | Tóth Lajos          |
| 20.  | Kósa Ferenc         | Latorcai János  | Béki Gabriella      | Náday Gyula             | Gyarmati Dezső   | Miklós Árpád        |

## Eredmények

Az egyéni választókerületek eredményei

### Részvételi adatok
|          | Első forduló 1998. május 10. | Második forduló 1998. május 24. |
| -------- | ---------------------------- | ------------------------------- |
| 7:00-ig  | 1,87%                        | 1,68%                           |
| 9:00-ig  | 9,8%                         | 9,02%                           |
| 11:00-ig | 23,66%                       | 22,25%                          |
| 13:00-ig | 32,58%                       | 31,38%                          |
| 15:00-ig | 39,28%                       | 39,11%                          |
| 17:30-ig | 49,52%                       | 50,2%                           |
| Összesen | 56,26%                       | 57,01%                          |

| Párt neve                    | Területi listás | Területi listás | Területi listás | Területi listás | Első forduló (EVK) | Első forduló (EVK) | Első forduló (EVK) | Első forduló (EVK) | Második forduló (EVK) | Második forduló (EVK) | Második forduló (EVK) | Második forduló (EVK) | Mandátumok      | Mandátumok | Mandátumok |
| Párt neve                    | Száma           | %               | +/-             | Hely            | Száma              | %                  | +/-                | Hely               | Száma                 | %                     | +/-                   | Hely                  | Országos listás | Összesen   | +/−        |
| ---------------------------- | --------------- | --------------- | --------------- | --------------- | ------------------ | ------------------ | ------------------ | ------------------ | --------------------- | --------------------- | --------------------- | --------------------- | --------------- | ---------- | ---------- |
| MSZP                         | 1 497 231       | 32,92           | –0,07           | 50              | 1 332 178          | 29,82              | –1,45              | 0                  | 1 941 307             | 43,04                 | –2,3                  | 54                    | 30              | 134        | –75        |
| Fidesz                       | 1 340 826       | 29,48           | +22,46          | 48              | 956 008            | 21,40              | +13,7              | 1                  | 1 706 155             | 37,83                 | +37,14                | 89                    | 10              | 148        | +128       |
| FKGP                         | 597 820         | 13,15           | +4,33           | 22              | 594 023            | 13,30              | +5,42              | 0                  | 275 857               | 6,12                  | +0,23                 | 12                    | 14              | 48         | +22        |
| SZDSZ                        | 344 352         | 7,57            | –12,17          | 5               | 456 008            | 10,21              | –8,41              | 0                  | 139 504               | 3,09                  | –25,4                 | 2                     | 17              | 24         | –45        |
| MIÉP                         | 248 901         | 5,47            | +3,88           | 3               | 249 127            | 5,58               | +4,34              | 0                  | 28 608                | 0,63                  | +0,63                 | 0                     | 11              | 14         | +14        |
| Munkáspárt                   | 179 672         | 3,95            | +0,76           | 0               | 165 455            | 3,70               | +0,42              | 0                  | 17 703                | 0,39                  | +0,24                 | 0                     | 0               | 0          | 0          |
| MDF                          | 127 118         | 2,80            | –8,94           | 0               | 343 089            | 7,68               | –4,35              | 0                  | 356 891               | 7,91                  | –7,02                 | 17                    | 0               | 17         | –21        |
| KDNP                         | 104 892         | 2,31            | –4,72           | 0               | 129 787            | 2,90               | –4,47              | 0                  | 122                   | 0                     | –2,95                 | 0                     | 0               | 0          | –22        |
| MDNP                         | 61 004          | 1,34            | új              | 0               | 87 971             | 1,97               | új                 | 0                  | 247                   | 0,01                  | új                    | 0                     | 0               | 0          | 0          |
| Új Szövetség Magyarországért | 22 220          | 0,49            | új              | 0               | 23 891             | 0,53               | új                 | 0                  | 1 502                 | 0,03                  | új                    | 0                     | 0               | 0          | 0          |
| Együtt Magyarországért Unió  | 8 786           | 0,19            | új              | 0               | 13 599             | 0,33               | új                 | 0                  | 347                   | 0,01                  | új                    | 0                     | 0               | 0          | 0          |
| Nemzetiségi Fórum            | 5 895           | 0,13            | új              | 0               | 11 928             | 0,27               | új                 | 0                  | 473                   | 0,01                  | új                    | 0                     | 0               | 0          | 0          |
| MSZDP                        | 3 504           | 0,08            | –0,87           | 0               | 11 845             | 0,27               | –0,34              | 0                  | 213                   | 0                     | 0                     | 0                     | 0               | 0          | 0          |
| Magyarországi Zöld Párt      | 3 052           | 0,07            | –0,09           | 0               | 328                | 0,01               | –0,08              | 0                  | 206                   | 0                     | 0                     | 0                     | 0               | 0          | 0          |
| Vállalkozók Pártja Egyesület | 2 409           | 0,05            | –0,57           | 0               | 8 874              | 0,20               | –0,60              | 0                  | 1 054                 | 0,02                  | 0                     | 0                     | 0               | 0          | 0          |
| További pártok               | 0               | 0,0             | 0               | 0               | 7 864              | 0,17               | 0                  | 0                  | 639                   | 0,01                  | 0                     | 0                     | 0               | 0          | 0          |
| Függetlenek                  | 0               | 0,0             | 0               | 0               | 75 965             | 1,70               | –0,56              | 0                  | 39 154                | 0,87                  | +0,40                 | 1                     | 0               | 1          | +1         |
|                              |                 |                 |                 |                 |                    |                    |                    |                    |                       |                       |                       |                       |                 |            |            |
| Összesen                     | 4 547 682       | 100             |                 | 128             | 4 467 940          | 100                |                    | 1                  | 4 509 982             | 100                   |                       | 175                   | 82              | 386        | 0          |
|                              |                 |                 |                 |                 |                    |                    |                    |                    |                       |                       |                       |                       |                 |            |            |
| Szavazásra jogosult          | 8.063.631       | 56,3            |                 |                 | 8.063.631          | 55,4               |                    |                    | 8.063.631             | 57,01                 |                       |                       |                 |            |            |
| Összes szavazat              | 4 595 211       | 100             | –16,24          |                 | 4 532 043          | 100                | –17,39             |                    | 4 567 386             | 100                   | +5,24                 |                       |                 |            |            |
| Érvénytelen szavazatok       | 47 529          | 1,03            |                 |                 | 64 103             | 1,41               |                    |                    | 57 404                | 1,26                  |                       |                       |                 |            |            |
| Érvényes szavazatok          | 4 547 682       | 98,97           |                 |                 | 4 467 940          | 98,59              |                    |                    | 4 509 982             | 98,74                 |                       |                       |                 |            |            |

### Parlamenti mandátumot szerzett pártok
- MSZP
- SZDSZ
- Fidesz
- MDF (1998 nyarától az Fidesz koalíciótársa)
- FKGP (1998 nyarától az Fidesz koalíciótársa)
- MIÉP

### Nem érte el a bejutási küszöböt
- Munkáspárt
- KDNP

## Politikai következmények
A választást a Fidesz nyerte, mely koalíciót ajánlott az FKGP-nek és az MDF-nek. Kormányváltásra került sor, Orbán Viktor lett az új miniszterelnök, és rövidesen megalakult az Első Orbán-kormány.

## Külső hivatkozások
- Az 1998-as választás hivatalos oldala. valasztas.hu
- Az 1998-as választások – a legkisebb frakció győzelme, 2010. február 1. (Hozzáférés: 2021. március 9.)